# Coleophora suboriolella
Coleophora suboriolella é uma espécie de mariposa do gênero Coleophora pertencente à família Coleophoridae.